# Pianoconcert nr. 2 (MacDowell)
Edward MacDowell schreef zijn Pianoconcert nr. 2 in d mineur, opus 23 in 1889. Er zijn veel vergelijkingen gemaakt met zowel Grieg, Liszt en Saint-Saëns, maar dit werk bezit haar eigen temperament en frisheid. De compositie was haar tijd vooruit en past meer in het tijdperk van Rachmaninov's vierde pianoconcert uit het midden van de jaren twintig uit de 20e eeuw.

## Het werk
MacDowell schreef deze compositie nadat hij juist teruggekeerd was uit Europa in de Verenigde Staten, mede omdat hij moeite had om zich in Europa als componist een inkomen te verwerven. Het concert is enigszins ongewoon van opzet, het heeft een scherzo in de plaats van het gebruikelijke langzame deel, alhoewel dat op zichzelf geen precedent is. Saint-Saëns deed dit eveneens in zijn Pianoconcert nr. 2. In het concert van MacDowell is de piano echter meer de partner van het orkest dan dat het een duidelijke specifieke eigen solostatus heeft zoals bij Saint-Saëns. Het heeft een duidelijk Amerikaans karakter, en in het tweede en derde deel kan men al de geluiden van de "jazz" in de verte horen aankomen.
De eerste uitvoering vond plaats in Boston, op 12 april 1889. De componist zelf zat achter de vleugel en werd begeleid door het Boston Symphony Orchestra onder leiding van Wilhelm Gericke.

## De delen
Het werk bestaat uit drie delen:
- Larghetto calmato
- Presto giocoso
- Largo: molto allegro

en duurt ongeveer 25 minuten.

## Discografie
- Eugene List, piano, en het Westfaals Symfonie Orkestonderleiding van Siegfried Landau (Vox1157182).